# Navette (liturgie)
Pour les articles homonymes, voir Navette.

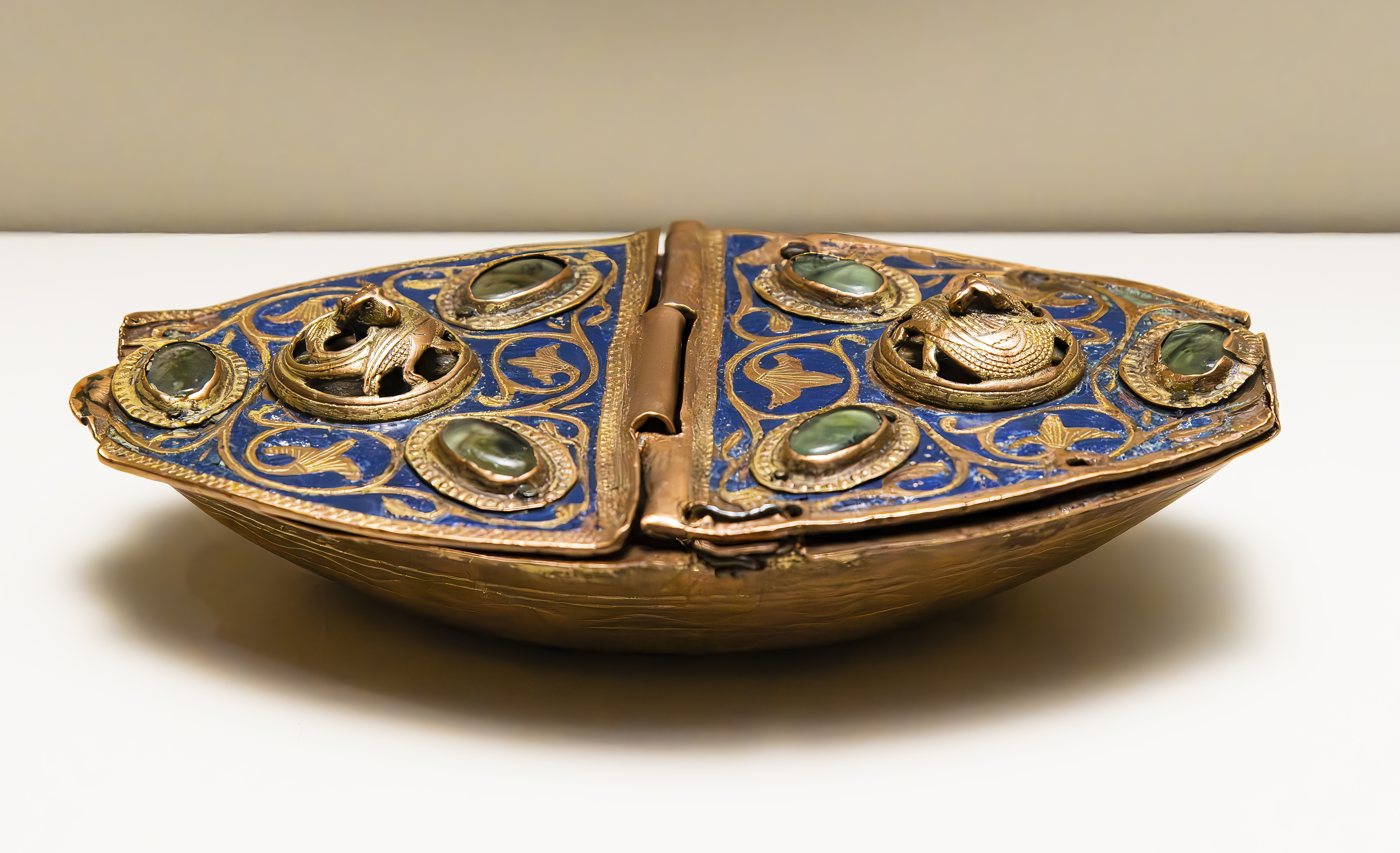
Navette à encens (XIIIe siècle) MNAC

La navette (du latin navicula ou naviculum : petit bateau) est, dans la liturgie catholique et anglicane, un vase sacré (récipient) généralement en métal, contenant des grains d'encens utilisé lors des célébrations liturgiques. La navette à encens est en forme de petite nef, souvent sur pied, avec un couvercle à charnières qui s'ouvre sur tout ou partie de la navette. Elle peut comporter une chaînette à laquelle est attachée une cuiller avec laquelle les grains d'encens sont placés dans l'encensoir sur des charbons ardents.

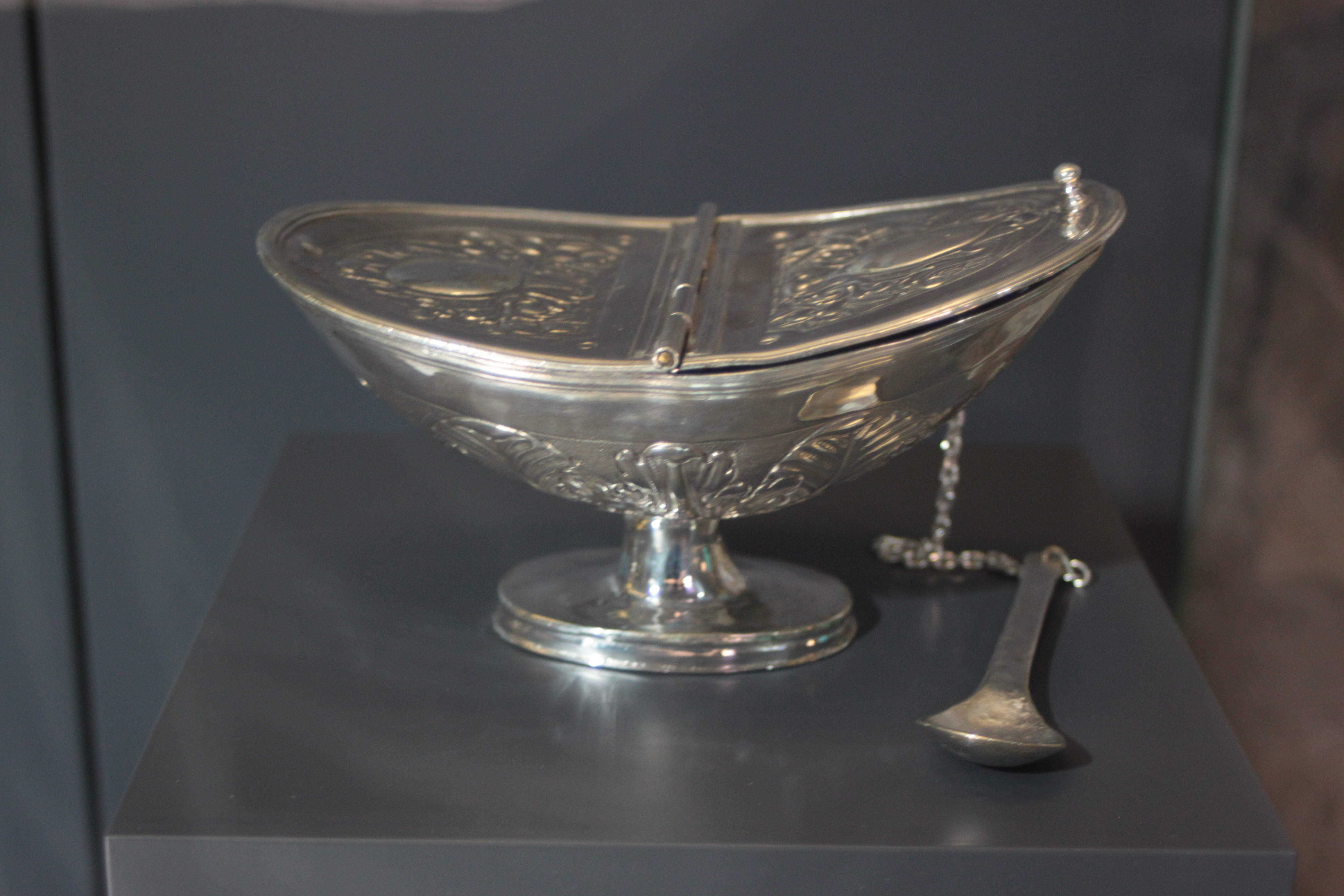
Navette et cuiller, 1734. Trésor de l'église Saint-Thuriau, Crac'h, Bretagne (France).

Le servant d'autel qui en a la charge et qui accompagne le thuriféraire, est appelé naviculaire.

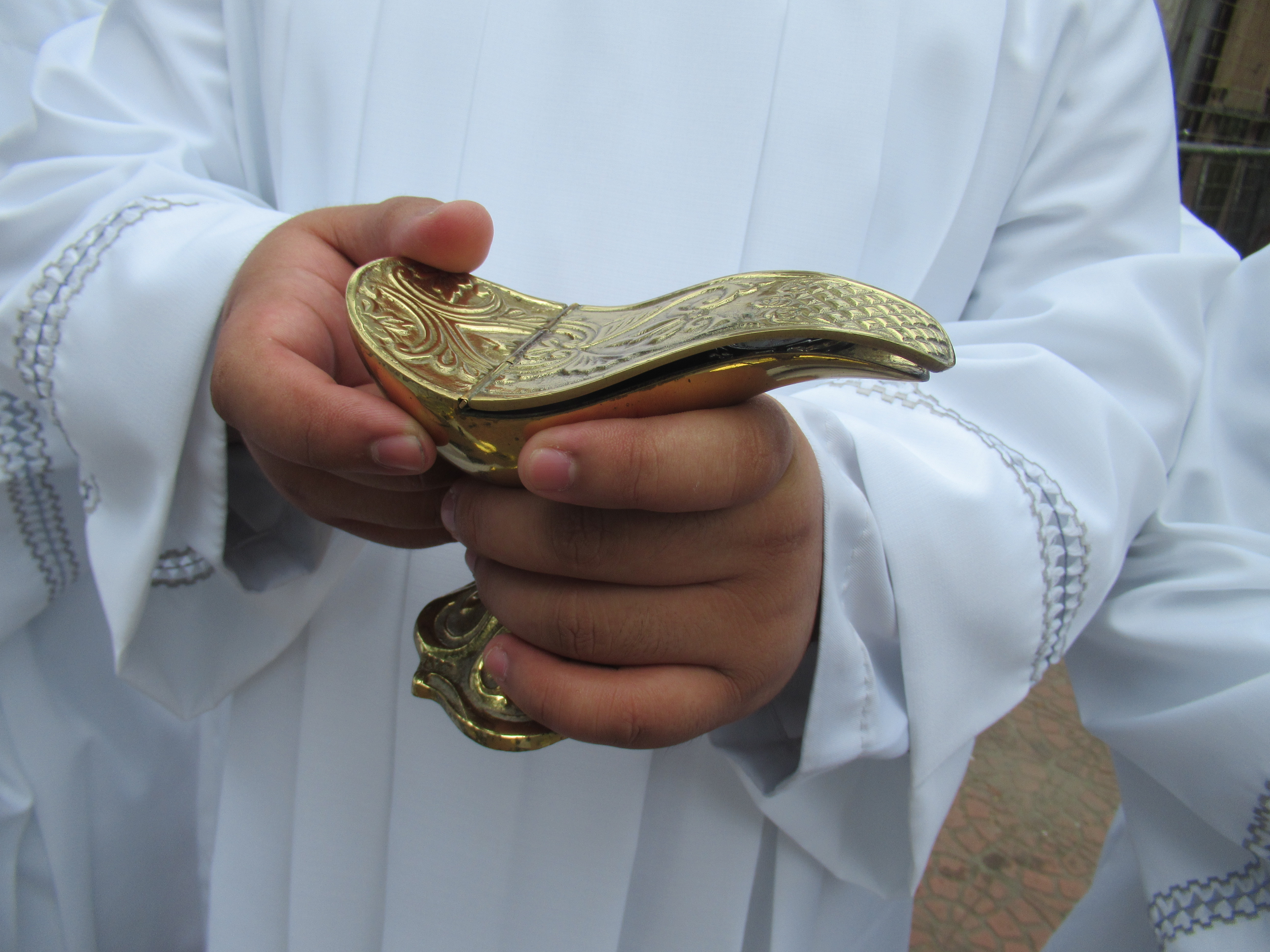
Navette fermée.

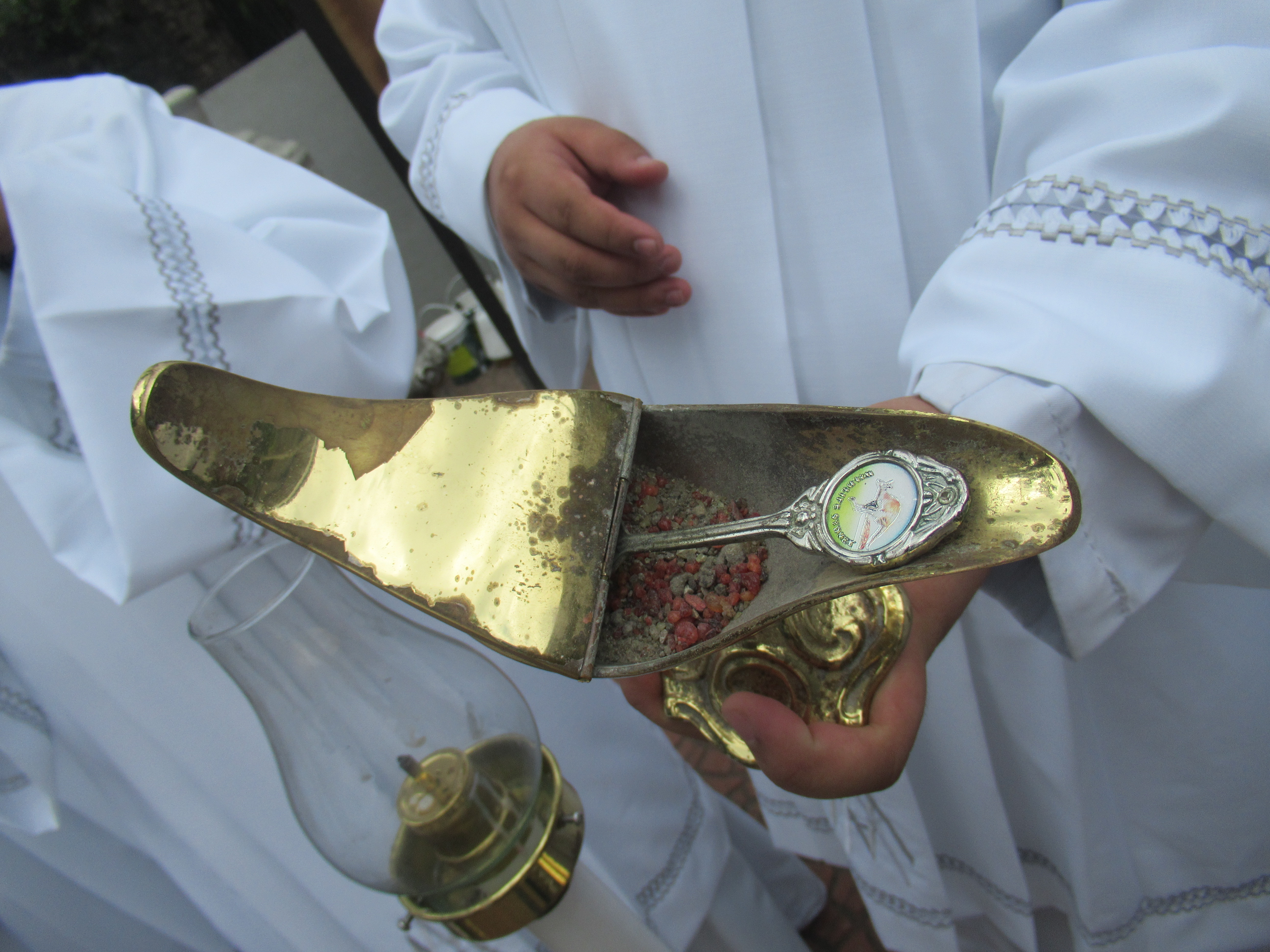
Navette ouverte (cuiller visible).

La combustion de l'encens est considérée à la fois comme une offrande à Dieu et comme un acte de purification.